# Samson Baidoo
Samson Baidoo (ur. 31 marca 2004 w Grazu) – austriacki piłkarz, występujący na pozycji obrońcy w austriackim klubie Red Bull Salzburg oraz w reprezentacji Austrii.

## Statystyki

### Klubowe
Na podstawie:
| Klub              | Sezonów | Liga       | Liga  | Liga   | Puchar krajowy | Puchar krajowy | Kontynentalne | Kontynentalne | Suma  | Suma   |
| Klub              | Sezonów | Liga       | Mecze | Bramki | Mecze          | Bramki         | Mecze         | Bramki        | Mecze | Bramki |
| ----------------- | ------- | ---------- | ----- | ------ | -------------- | -------------- | ------------- | ------------- | ----- | ------ |
| FC Liefering      | 2       | 2. Liga    | 46    | 1      | 0              | 0              | –             | –             | 46    | 1      |
| Red Bull Salzburg | 2       | Bundesliga | 17    | 2      | 2              | 0              | 19            | 1             | 38    | 3      |
|                   | Łącznie | Łącznie    | 63    | 3      | 2              | 0              | 19            | 1             | 84    | 4      |

### Reprezentacyjne
Na podstawie:
| Mecze i gole w reprezentacji | Mecze i gole w reprezentacji | Mecze i gole w reprezentacji | Mecze i gole w reprezentacji | Mecze i gole w reprezentacji | Mecze i gole w reprezentacji | Mecze i gole w reprezentacji | Mecze i gole w reprezentacji | Mecze i gole w reprezentacji |
| Lp.                          | Data                         | Miasto                       | Przeciwnik                   | Wynik                        | Czas                         | Gole                         | Inne                         | Rozgrywki                    |
| ---------------------------- | ---------------------------- | ---------------------------- | ---------------------------- | ---------------------------- | ---------------------------- | ---------------------------- | ---------------------------- | ---------------------------- |
| 1.                           | 13.10.2023                   | Wiedeń                       | Belgia                       | 2:3 (0:1)                    | 66'–90'                      |                              |                              | Eliminacje EURO 2024         |

## Sukcesy
Na podstawie:

### Klubowe
Z RB Salzburg:
- Mistrz Austrii 2022/23